# Чемпионат мира по современному пятиборью 2006
Чемпионат мира по современному пятиборью 2006 года проходит с 15 по 22 ноября в Гватемале.

## Медальный зачёт
| Место | Страна         | Золото | Серебро | Бронза | Всего |
| ----- | -------------- | ------ | ------- | ------ | ----- |
| 1     | Польша         | 3      | 0       | 0      | 3     |
| 2     | Литва          | 2      | 0       | 1      | 3     |
| 3     | Венгрия        | 1      | 2       | 1      | 4     |
| 4     | Великобритания | 0      | 2       | 0      | 2     |
| 5     | Беларусь       | 0      | 1       | 0      | 1     |
| 5     | Украина        | 0      | 1       | 0      | 1     |
| 7     | Египет         | 0      | 0       | 1      | 1     |
| 7     | Китай          | 0      | 0       | 1      | 1     |
| 7     | Россия         | 0      | 0       | 1      | 1     |
| 7     | Чехия          | 0      | 0       | 1      | 1     |
| Всего | Всего          | 6      | 6       | 6      | 18    |

## Призёры

### Мужчины
| Дисциплины           | Золото                                                             | Серебро                                                   | Бронза                                                  |
| -------------------- | ------------------------------------------------------------------ | --------------------------------------------------------- | ------------------------------------------------------- |
| Индивидуальный зачёт | Эдвинас Крунголцас (LTU)                                           | Виктор Хорват (HUN)                                       | Андрей Заднепровский (LTU)                              |
| Командный зачёт      | Литва · Тадас Жемайтис · Эдвинас Крунголцас · Андрей Заднепровский | Венгрия · Виктор Хорват · Сандор Фюлеп · Акош Каллаи      | Чехия · Либор Капалини · Михал Михалик · Михал Седлецки |
| Эстафета             | Венгрия · Виктор Хорват · Сандор Фюлеп · Акош Каллаи               | Беларусь · Игорь Лапо · Михаил Прокопенко · Дмитрий Мелях | Китай · Цао Чжунжун · Цянь Чжэньхуа · Лью Янли          |

### Женщины
| Дисциплины           | Золото                                                       | Серебро                                                             | Бронза                                                           |
| -------------------- | ------------------------------------------------------------ | ------------------------------------------------------------------- | ---------------------------------------------------------------- |
| Индивидуальный зачёт | Марта Дзядура (POL)                                          | Виктория Терещук (UKR)                                              | Омния Фахри (EGY)                                                |
| Командный зачёт      | Польша · Сильвия Гавликовска · Паулина Бениш · Марта Дзядура | Великобритания · Джорджина Харланд · Маири Спенс · Кейти Ливингстон | Венгрия · Жужанна Вёрёш · Чилла Фюри · Вивтен Мате               |
| Эстафета             | Польша · Сильвия Гавликовска · Паулина Бениш · Марта Дзядура | Великобритания · Джорджина Харланд · Маири Спенс · Кейти Ливингстон | Россия · Людмила Сироткина · Татьяна Муратова · Полина Стручкова |